# Heteropoda sartrix
Heteropoda sartrix là một loài nhện trong họ Sparassidae.
Loài này thuộc chi Heteropoda. Heteropoda sartrix được Ludwig Carl Christian Koch miêu tả năm 1865.